# Новомихайлівська сільська рада (Мар'їнський район)
| Новомихайлівська сільська рада — колишній орган місцевого самоврядування у Мар'їнському районі Донецької області з адміністративним центром у с. Новомихайлівка. Сільській раді підпорядковані населені пункти: - с. Новомихайлівка - с. Парасковіївка |

## Склад ради
Рада складається з 16 депутатів та голови.

## Керівний склад сільської ради
| ПІБ                      | Основні відомості                                                         | Дата обрання | Дата звільнення |
| ------------------------ | ------------------------------------------------------------------------- | ------------ | --------------- |
| Роденко Василь Іванович  | Сільський голова, 1960 року народження, освіта, безпартійний              | 26.03.2006   | 31.10.2010      |
| Змарада Іван Сергійович  | Сільський голова, 1955 року народження, освіта вища, член народної партії | 31.10.2010   | 02.06.2013      |
| Нестеренко Ніна Іванівна | Сільський голова, 1974 року народження, освіта вища, член Партії регіонів | 02.06.2013   |                 |

Примітка: таблиця складена за даними джерела